# Наутилуси
Вижте пояснителната страница за други значения на Наутилус.
Наутилусите (Nautilidae, на гръцки: ναυτίλος – "моряк, мореплавател) са семейство морски главоноги. То обхваща 6 много сходни вида в два рода, типов за които е родът Наутилус.
Оставайки относително непроменени в течение на милиони години, наутилусите са единствените оцелели представители на подклас Nautiloidea и заради това понякога биват наричани „живи изкопаеми“.
Името „наутилус“ първоначално се е отнасяло за рода Argonauta, тъй като се твърдяло, че те използват двете си дископодобни пипала като платна (Аристотел, Historia Animalium 622b).

## Класификация
- Род Allonautilus
  - Allonautilus perforatus
  - Allonautilus scrobiculatus
- Род Nautilus
  - Nautilus belauensis
  - †Nautilus clarkanus
  - †Nautilus cookanum
  - Nautilus macromphalus
  - Nautilus pompilius
    - Nautilus pompilius pompilius
    - Nautilus pompilius suluensis

  - †Nautilus praepompilius
  - Nautilus stenomphalus

## Описание
По общите си черти наутилусът е подобен на другите главоноги, с добре развити глава и пипала. Характерно за наутилусите е, че имат повече пипала от останалите главоноги – броят им достига до 90. Оформени са в два кръга и за разлика от пипалата на други главоноги са недиференцирани (няма специализирани пипала) и могат да се прибират. Радулата е широка и на нея добре се отличават девет зъба. Наутилусът има два чифта хриле.
Nautilus pompilius е най-едрият вид в рода. Една от разновидностите му от западна Австралия може да достигне до 268 mm в диаметър. Въпреки това, болшинството от другите наутилуси рядко надвишават 20 сантиметра. Nautilus macromphalus е най-малкият вид, с обичаен размер от 16 cm.

### Черупката
Наутилусите са единствените главоноги, които имат външна черупка. Животното може напълно да се скрие в нея, затваряйки единствения отвор с кожеста качулка, съставена от две специално нагънати пипала. Черупката е спирално навита, калциева, покрита отвътре със седеф и устойчива на налягане (имплодира при дълбочина над 800 метра). Съставена е от два слоя: външният е матово бял, докато вътрешният е блестящо иризиращ. Най-вътрешната част от черупката е синьо-сива, с перлен блясък.
Вътрешността на черупката е разделена на няколко кухини, наречени камери. Растейки, наутилусът се премества напред и запечатва последната камера с нова преграда. Така животното живее само в последната, отворена камера. Броят камери се увеличава от около четири при излюпването до 30 и повече при възрастните индивиди.
Оцветяването на черупката помага на наутилуса да остане незабелязан във водата. Погледната отгоре, черупката е с по-тъмен цвят, нашарена на неправилни райета, което я кара да се слива с мрака в дълбочината. В обратния случай, дънната част на черупката е почти изцяло бяла, като по този начин наутилусът става неразличим на фона на по-светлите води до повърхността на водата.
Черупката на наутилуса е един от най-добрите примери за логаритмична спирала в природата.
- Черупка на наутилус, погледната отгоре
- Същата черупка, погледаната отдолу
- Разрез на черупката, показваща как камерите оформят логаритмична спирала

### Хранене и осезателна система
Наутилусите са хищници и се хранят предимно със скариди, малки риби и ракообразни, улавяни с пипалата. За разлика от други главоноги, наутилусите нямат добро зрение; строежът на очите им е добре развит, но в него липсва твърда леща. Вместо това наутилусите имат малка дупка (подобна на тази в камера обскура), през която водата преминава свободно. Счита се, че вместо зрение животното използва обоняние за да си намира храна и потенциални партньори.

### Размножаване и продължителност на живота
Наутилусите са полово диморфични и се размножават чрез снасяне на яйца. Прикрепвани към скали в плитките води, на яйцата им трябват около 12 месеца за да се развият до излюпване. Новоизлюпените наутилуси са с дължина около 30 милиметра. Продължителността на живота на наутилуса е около 30 години, което е изключително дълго за главоного.

## Разпределение
Наутилусите живеят във водите между Тихия и Индийския океан, от 30° северна до 30° южна ширина и от 90° до 185° западна дължина. Обитават дълбоките склонове на кораловите рифове.

## Естествена история
Вкаменелостите сочат, че наутилусите не са се развили особено много през последните 500 милиона години, и че наутилоидите са били много по-широко разпространени и по-разнообразни преди 200 милиона години, отколкото сега. Много от тях първоначално са били с права черупка, например изчезналият род Lituites. Развиват се през камбрия и стават значим морски хищник през периода ордовик. Някои видове достигат до размери от два и половина метра. Другият подклас на главоногите, Coleoidea, се отделя от Nautilidae преди много време и наутилусите остават сравнително непроменени оттогава. Изчезнали роднини на наутилусите включват амонитите.